# Llustrina
La llustrina és una tela de llana amb mescla de cotó, que es tenyeix en diverses colors i rep per una de les seves cares una preparació setinada i llustrosa, d'on va prendre el seu nom. Aquesta tela, que s'empra per a vestits de senyora, folres i altres usos, no es va fabricar fins al segle xviii.

## Altres teixits
Reben el mateix nom de llustrina diversos teixits de seda, espècie de grisetes, però de més llustre, entre les quals es distingeixen quatre classes principals: 
- la llustrina sense pèl, que tendeix a imitar el gro de Tours i que es va posar de moda a França el 1765
- la llustrina amb pèl, dita així per a tenir-ho al revés, va caure en desús
- la llustrina corrent que ve a ser un setí, molt usat en folreria
- la llustrina brocada(?) (cast. brochada) porta dibuixos estampats o brodadures amb cadeneta